# António Pinto Madureira Júnior
António Pinto Madureira Junior, nascido em Felgueiras, Resende foi o segundo presidente desta Junta de Freguesia  eleito eleito após o 25 de Abril de 1974 pelo Partido Social Democrata, sendo sucedido por  António Maria Almeida Matos.